# Сивијано
Сивијано (итал. Siviano) је насеље у Италији у округу Бреша, региону Ломбардија.
Према процени из 2011. у насељу је живело 459 становника. Насеље се налази на надморској висини од 262 м.